# Gorron
Gorron är en kommun i departementet Mayenne i regionen Pays de la Loire i nordvästra Frankrike. Kommunen ligger i kantonen Gorron som tillhör arrondissementet Mayenne. År 2022 hade Gorron 2 475 invånare.

## Befolkningsutveckling
Antalet invånare i kommunen Gorron
| Referens: INSEE |